# Cuspidia
Cuspidia é um género botânico pertencente à família Asteraceae.